# Le Vengeur (journal)
Pour les articles homonymes, voir Le Vengeur.
Le Vengeur est un journal ayant existé avant et pendant le siège de Paris en 1870 et la Commune en 1871.

## Le Combat, avantLe Vengeur
Le Combat est « l’ancêtre » du journal Le Vengeur. Il paraît dans la presse parisienne du 16 septembre 1870 au 23 janvier 1871. Il s'agit d'une équipe quasi similaire à celle du Vengeur c'est-à-dire entre autres A. Rogeard et Émile Clerc pour la rédaction principale et Felix Pyat en directeur en chef. Ce journal fut supprimé par le Gouvernement de la Défense nationale et prend fin à son 131e numéro. Il est remplacé par Le Vengeur à partir du 3 février 1871.

## Le Vengeur

### Caractéristiques principales
Felix Pyat est le directeur politique du Vengeur, le rôle de rédacteur en chef revenant à Odilon Delimal. Son administration est au 66, rue Tiquetonne, et son gérant est Ch. Heurtebise. Il est imprimé au 14, rue des Jeuneurs dans l’établissement « G Masquin & Cie ». Le journal se présente sous la forme d'une feuille simple, grand format, et coûte 10 centimes pièce.
Il se caractérise par deux périodes :
- une première débutant au numéro 1 le vendredi 3 février 1871 et s'achevant au numéro 35 du samedi 11 mars 1871, à la suite du décret du général Joseph Vinoy (qui a heurté un certain nombre d'autres journaux de cette période dont Le Cri du peuple) ;
- Le Vengeur refait son apparition sous la Commune de Paris, avec une nouvelle série de 56 numéros du jeudi 30 mars 1871 au mercredi 24 mai 1871.

Au total, 91 numéros ont paru. 

### Première série
Le numéro 1 de cette première série du Vengeur commence par une déclaration : « Le Vengeur succède au Combat. Même équipage, même pavillon, celui de la République ». Ainsi, Le Vengeur équivaut au Combat mais a simplement changé d'appellation, mais si cela vaut pour cette première période, ce n'est pas le cas pour la deuxième puisque les événements de la Commune ancrent le journal dans un contexte particulier et dans une lutte plus concrète. Dans le premier numéro de cette première série, Le Vengeur écrit : « La République survivra pour sauver la France et venger Paris ! ... Vengeur ! Non, la victoire restera au droit. Le Vengeur le jure, en clouant son drapeau à son mat, et prêt à sombrer ». Le Vengeur est partisan d'une guerre à outrance contre la Prusse (guerre franco-allemande de 1870) et d'un patriotisme républicain fier.
Le numéro 6 de cette première série reprend la suite d'une annonce faite dans Le Combat l'année précédente les 25 et 29 novembre 1870 : il s'agit d'un dossier sur la vie privée de Jules Favre, celle-ci est mise à nu dans le numéro 6 du Vengeur. Ce numéro 6 a exceptionnellement deux tirages : l'un à Paris et l'autre en Province. Il s'agit d'une exception puisque le reste a été exclusivement vendu à Paris. Ce sixième numéro a fait beaucoup de bruit et a été particulièrement lu. L'article en question s'intitule Le Faussaire, apparaissent de violentes contestations contre ce numéro, notamment de la part de Henri Rochefort le rédacteur en chef du journal Le Mot d'Ordre, autre acteur de la presse Parisienne. Ainsi, Henri Rochefort prétend que Jean-Baptiste Millière (l'auteur de cet article) a « volé les fonds de la souscription Victor Noir », devant ces accusations Milliére répond que le travail du Vengeur est sérieux et qu'il s'appuie sur des preuves concrètes, contrairement à ce que fait Rochefort c'est-à-dire essentiellement des « cabrioles de singes » et une « parade de saltimbanque ». Felix Pyat s'en est également mêlé, pointant du doigt une « politique des sous-sols de la conscience » et « la violation du vrai et du juste ». Selon Félix Pyat, dénoncer des individus qui ont des hautes responsabilités et qui en abusent tels que Jules Favre, constitue un devoir Républicain. C'est sa « mollesse » face aux Allemands qui est reproché à Jules Favre par un certain nombre d'individus au moment où celui-ci est ministre des affaires étrangères (de 1870 a 1871).
A. Rogeard succède, à partir du numéro 18 (février 1871) jusqu'au numéro 34 (10 mars 1871), à Odilon Delimal à la tête de la rédaction. Ce dernier part à Bordeaux pour s'occuper du courrier de l'Assemblée.
Le 1er et le 2 mars 1871, le journal ne paraît pas à cause du siège de la ville de Paris, il engage ses lecteurs à ne pas quitter leurs foyers respectifs et à faire le vide autour de leur ennemi Prussien : « Ayons la dignité du malheur et préservons nous de la folie du désespoir » écrit le journal à ce moment.
Le Vengeur reprend ensuite mais change d'imprimerie (désormais chez « Dubuisson », rue du Coq-Héron) à partir du retour d'Odilon Delimal le 10 mars 1871 au numéro 34. Ce même numéro 34 est important parce que c'est lui qui provoque la suppression (provisoire) du journal. En effet, Gustave Paul Cluseret, l'un des rédacteurs, lance un appel violent à la Garde nationale au sujet de Louis d'Aurelle de Paladines, un militaire français qui venait d’être nommé général en chef. Il écrit ainsi :
« L’Assemblée n'est plus qu'un groupe de factieux, du jour ou elle refuse de se dissoudre... Faites vous respecter en arrêtant et mettant en accusation l'homme coupable qui, après avoir aidé le coup d’État, trahit une seconde fois la France en livrant l'armée de la Loire ».
À la suite de cet article, le journal est supprimé et le numéro 35 achève la première série.

### Deuxième série
Le Vengeur refait son apparition pendant la Commune de Paris, le jeudi 30 mars 1871. L'administration et le bureau de rédaction se trouvent désormais au 38, boulevard de Sébastopol. Le directeur est toujours Félix Pyat et l'imprimerie est « Vallée », au 16, rue du Croissant. Le journal se vend massivement chez Roy dans la même rue. 
Au 1er numéro, Félix Pyat se montre ravi de la renaissance du Vengeur : « Vinoy avait tué le Vengeur. Le peuple l'a ressuscité » ; « Le Vengeur reparait avec la Révolution. Il a quitté son pavillon de deuil : c'est la victoire » ; « plus de crêpe à son mat, il arbore aujourd'hui les vives couleurs de la révolution triomphante de la Commune Révolutionnaire. Il arbore le drapeau rouge » ; « Si les élus valent les électeurs, Paris n'a plus rien à craindre ».
Le Vengeur semble se situer ainsi nettement en faveur des communards et plutôt à gauche, de plus il est partisan d'une guerre à outrance et appelle le peuple à déchirer « ce traité de paix fait sans lui et contre lui » (en référence au traité de Francfort du 10 mai 1871), on peut penser que c'est cette implication qui explique l'absence d'indications d'imprimerie sur les deux derniers numéros parus durant la Semaine sanglante.
On peut également noter que le premier numéro de cette deuxième série eut une seconde édition où « les nouvelles » ont été remplacées par les premiers « décrets de la commune et l'organisation des commissions ». De plus, les numéros 54 et 56 parus entre le 22 et le 24 mai 1871 contiennent des proclamations adressées au peuple et à l'armée des Versaillais :

« Soldats,
Désarmez, nous sommes frères : si vous attaquez vous ne sortirez pas. Vous avez pénétré dans l'entre. Gare le lion ! Écoutez le tocsin, la générale, le canon. C'est son rugissement... Prenez garde ! Il est invincible... Car il combat pour vous en combattant contre vous. (numéro 54, 2e série) »

« Citoyens,
Depuis trois jours la lutte suprême est engagée dans nos murs ; La grande lutte entre le droit et le privilège, entre le peuple et les exploiteurs du peuple ; entre la plus juste des causes et la plus criminelle des conspirations, entre la République et la Restauration, entre la plus belle des révolutions et la plus odieuse des réactions. »

« Jamais la grande cité n'a autant souffert pour la grande cause, plus que jamais aussi son sacrifice aura été sublime : plus que jamais sa victoire sera féconde, durable et décisive. » (numéro 56, 2e série)
Il est important de noter le fait que Felix Pyat, après avoir lancé ces appels sulfureux, a ensuite fui Paris afin de s’écarter du danger de la répression (voir l'ouvrage de Bernard Noël). La parution du Vengeur s’achève le mercredi 24 mai 1871 avec ce 56e numéro, 91e de l'ensemble.

### Compléments
Felix Pyat a écrit à propos d'Adolphe Thiers en 1870 dans Le Combat : « sa forme n'est pas moins bourgeoise, petite, mesquine, étriquée ; la tête ronde et courte comme le nom, d'une rondeur celtique, de bouledogue, dolichocéphale ; les lèvres minces, pincées, narquoises, et d'un rictus répulsif... »
Dans Le Vengeur du 12 avril 1871, Jules Vallès souligne le rôle des femmes dans la Commune : « j'ai vu trois révolutions et pour la première fois j'ai vu les femmes s'en mêler avec résolution, les femmes et les enfants. Il semble que cette révolution est précisément la leur et qu'en la défendant ils défendent leur propre avenir. » (NB : Nous trouvons dans plusieurs ouvrages cette phrase avec ces références. Après recherche dans Le Vengeur, elle ne figure pas dans l'édition du 12 avril 1871, mais dans celle du 24 mai 1871, page 1, et elle n'est pas signée.)

## Pour approfondir